# Bortført
Bortført (La chica de Oslo en Hispanoamérica y España) es una serie de televisión noruega-israelí de drama, producida por TV2 y Hot. Creada por Kyrre Holm Johannessen y Ronit Weiss-Berkowitz, fue estrenada el 11 de abril de 2021 en TV2, y lanzada al público internacional el 19 de diciembre de 2021 en la plataforma Netflix.
La serie estuvo codirigida por Uri Barbash y Stian Kristiansen; y protagonizada por Anneke von der Lippe, Andrea Berntzen, Amos Tamam y Raida Adon.

## Sinopsis
Pía Bakke (Andrea Berntzen) es una joven noruega que viaja a Israel, y que cuando está allí va de paseo a la Península del Sinaí con dos locales. Sin embargo, son secuestrados por el Estado Islámico y amenazados de muerte si no se liberan doce prisioneros. Su madre, Alex (Anneke von der Lippe) una diplomática, viaja a Medio Oriente y confía en viejos amigos, y en una verdad profunda, para ayudar a liberar a su hija.

## Reparto
- Anneke von der Lippe como Alex Bakke
- Andrea Berntzen como Pía Bakke
- Anders T. Andersen como Karl Bakke
- Amos Tamam como Arik Shor
- Daniel Litman como Nadav
- Shira Yosef como Noa
- Abhin Galeya como Abu Salim
- Raida Adon como Layla Kelani
- Hisham Sulliman como Alí
- Shadi Mar'i como Yusuf
- Rotem Abuhab como Dana Shor
- Jameel Khoury como Bashir
- Vered Feldman como Anat
- Shaniaz Hama Ali como Selma
- André Sørum como Sidi

## Recepción
Eric Debarnot de benzinemag.net la calificó con tres estrellas de cinco, comentado que «Las decisiones tomadas tanto por Alex como por Arik son a menudo demasiado irracionales y contraproducentes para ser creíbles, lo que tiene el efecto de desprendiéndonos de una ficción que poco a poco va perdiendo credibilidad». Asimismo, agregó que «La elección de Bortført es privilegiar una descripción casi clínica de las disfunciones políticas, tanto del lado israelí como del lado palestino».
Paula Vázquez Prieto del periódico La Nación comentóː «Lo que le interesa a la serie es el retrato de aquella zona de conflicto a partir de la perspectiva de las fuerzas occidentales, su resistencia a la extorsión de los grupos extremistas, y el intento de perseguir el camino de la paz en un escenario de creciente violencia. La mirada no escapa a los clichés, y cuanto más se interna en el territorio de Oriente, más ofrece un abanico de obviedades». Agregó que la serie «gana en tanto abandona las generalidades para entrar en el mundo de sus personajes».